# Bacanius lableri
Bacanius lableri är en skalbaggsart som först beskrevs av Reichardt 1941.  Bacanius lableri ingår i släktet Bacanius och familjen stumpbaggar. Inga underarter finns listade i Catalogue of Life.